# Patricio D'Amico
Patricio Martín D'Amico detto Pato (Buenos Aires, 10 febbraio 1975) è un allenatore di calcio ed ex calciatore argentino, di ruolo  centrocampista.

## Carriera

### Club

#### Gli inizi in Argentina e l'esperienza in Spagna
Cresciuto nel Vélez Sarsfield, squadra del gemello Fernando, esordisce giovane negli All Boys facendosi subito notare per la sua aggressività sul pallone. Con il club bianco e nero colleziona numerose presenze, risultando nella seconda stagione il giocatore più impiegato della squadra. Successivamente viene ceduto al Racing Club de Avellaneda e al Quilmes, in quest'ultimo club attira l'interesse del Badajoz, una squadra di Liga Adelante, squadra che raggiungerà nell'estate del 1998. La stagione successiva fa il suo ritorno in Argentina al Belgrano, una squadra in provincia di Buenos Aires.

#### La gavetta in Francia
Nella stagione 2000-2001 viene acquistato dal Metz che lo lancia nella Ligue 1, il campionato massimo francese. Dopo una breve esperienza al Wasquehal in cui si riconferma anche come un centrocampista dal goal facile, ritorna al Metz che nella stagione precedente era retrocesso e ottiene la promozione in Ligue 1. Successivamente viene ceduto al Châteauroux, club con cui nel 2004 gioca la finale di Coppa di Francia e, nella stagione 2004-2005, ottiene la qualificazione in Coppa UEFA.

#### Le numerose stagioni in Italia
Nell'estate del 2005 fa il suo arrivo a Legnano dove, nella stagione 2007-2008, sarà uno dei protagonisti della promozione in Lega Pro Prima Divisione. Successivamente viene ceduto al Pavia, in due stagioni lui e Benito Carbone faranno sognare i tifosi pavesi sfiorando la promozione. Nell'estate 2010 viene acquistato dal Voghera, squadra militante in Serie D. Poco prima dell'inizio della stagione 2012-2013 dà l'addio al calcio giocato, per dedicarsi completamente alla carriera da allenatore.

### Allenatore
Cominciare la sua carriera da allenatore in Uruguay nel Deportivo Maldonado, squadra militante nel campionato locale di Segunda División, centrando un undicesimo posto al primo anno, sfiorando la promozione il secondo e giungendo 12º al terzo ed ultimo anno. Nell’estate del 2015 passa sulla panchina dello Club Deportivo San Fernando de Henares, squadra spagnola in Tercera División, chiudendo la stagione ad un passo dalla zona play-off.  Nel dicembre 2016 subentra come allenatore dell'Accademia Pavese, compagine lombarda collocata nel girone A di Eccellenza, concludendo il campionato al 6º posto; il 21 maggio 2018 viene ingaggiato dal Pavia come nuovo allenatore della compagine azzurra , venendone tuttavia esonerato il 29 gennaio 2019 in seguito alla sconfitta interna patita con il Ciliverghe .

## Statistiche

### Presenze e reti nei club
| Stagione           | Squadra            | Campionato         | Campionato | Campionato |
| Stagione           | Squadra            | Campionato         | Presenze   | Reti       |
| ------------------ | ------------------ | ------------------ | ---------- | ---------- |
| 1994-1995          | All Boys           | B                  | 49         | 8          |
| 1995-1996          | All Boys           | B                  | 61         | 12         |
| Totale All Boys    | Totale All Boys    | Totale All Boys    | 110        | 20         |
| 1996-1997          | Racing Club        | A                  | 16         | 1          |
| 1997-1998          | Quilmes            | B                  | 20         | 5          |
| 1998-1999          | Badajoz            | B                  | 25         | 2          |
| 1999-2000          | Belgrano           | A                  | 2          | 0          |
| 2000-2001          | Metz               | A                  | 9          | 0          |
| 2001-2002          | Wasquehal          | B                  | 26         | 6          |
| 2002-2003          | Metz               | B                  | 24         | 1          |
| Totale Metz        | Totale Metz        | Totale Metz        | 33         | 1          |
| 2003-2004          | Châteauroux        | A                  | 10         | 0          |
| 2004-2005          | Châteauroux        | A                  | 21         | 1          |
| Totale Chateauroux | Totale Chateauroux | Totale Chateauroux | 31         | 1          |
| 2005-2006          | Legnano            | C2                 | 30         | 1          |
| 2006-2007          | Legnano            | C2                 | 27         | 0          |
| 2007-2008          | Legnano            | C1                 | 24         | 1          |
| Totale Legnano     | Totale Legnano     | Totale Legnano     | 81         | 2          |
| 2008-2009          | Pavia              | C2                 | 25         | 1          |
| 2009-2010          | Pavia              | C2                 | 32         | 2          |
| Totale Pavia       | Totale Pavia       | Totale Pavia       | 57         | 3          |
| 2010-2011          | Voghera            | D                  | 31         | 3          |
| 2011-2012          | Voghera            | D                  | 33         | 1          |
| Totale Voghera     | Totale Voghera     | Totale Voghera     | 64         | 4          |
| Totale carriera    | Totale carriera    | Totale carriera    | 465        | 45         |

## Palmarès

### Club

#### Competizioni nazionali
- Campionato italiano Serie C2: 1

Legnano: 2006-2007